# Въздушен лагер
Въздушни лагери са лагери, при които двете движещи се една спрямо друга повърхности на лагера са отделени с тънък слой от сгъстен въздух. При това двете повърхности не се допират. Тъй като няма контакт между повърхностите, се избягват традиционните проблеми на триене, износване и необходимост от нанасяне на смазващ материал. Предпочита се за изработка на прецизни обработващи и измервателни машини и може да работи при високи скорости.
Различават се аеродинамични лагери, които създават сами въздушния слой при движението си и аеростатични лагери, при които този слой се създава от външно подаван сгъстен въздух. При аеродинамичните лагери не е необходимо подаването на сгъстен въздух, но при определени ниски скорости има контакт и от там износване на повърхностите.

## Видове
Въздушните лагери са вид плъзгащи лагери, при които смазващото средство е въздушният слой, който се получава от сгъстения въздух. Този сгъстен въздух създава въздушна възглавница, която носи натоварването на лагера. Сгъстеният въздух се подава от компресор към лагерното тяло, разпределя се през отвори равномерно между двете повърхности. Въздушната възглавница, която се получава между двете повърхности в стандартния случай е от порядъка на 5 до 15 микрона. При по-груби повърхности тази височина трябва да е по-голяма, което води до по-голям разход на сгъстен въздух.
В зависимост вида на движението има основно два вида: въртящи се (шпиндели) и линейни (направляващи).
Подаването на въздуха между подвижните елементи на лагера може да става по няколко различни метода:
- Порьозна повърхност
- Отчасти порьозна повърхност
- Единични отвори
- Подаване през процепи
- Подаване през канали

## Предимства и недостатъци

### Предимства
- Голяма прецизност поради липса на биене при триенето на частите на лагерните повърхности.
- Премахването на триенето между лагерните повърхности води до запазване параметрите на съоръжението за дълго време.
- Намаляване на замърсяването на околната среда от смазващи материали
- Работа при много високи скорости без да се натоварват допълнително лагерните повърхности. Няма загряване от допълнително триене.
- При някои варианти се получава и по-ниска цена на този вид лагери от стандартни прецизни лагери.
- Възможност за използване при голям температурен диапазон (от -100° до +400 °C)
- Възможност за използване на различни материали за лагерното тяло.
- Поради липсата на смазващи вещества, използването на този вид лагери при производството на детайли с големи изисквания към чистотата ги прави много подходящи за използване в чисти стаи

### Недостатъци
- Необходимост от допълнителни съоръжения като компресори и др.
- Трябва да се вземат допълнителни мерки за консервиране на съоръжението при продължителен престой.
- Характеристиките на лагерното съеинение зависят от натоварването, от налягането и др. и трябва да се имат предвид при определяне на режимите на работа.

## Приложение
Въздушни лагери се използват в различни области на техниката:
- Прецизни шпиндели за обработващи, високооборотни машини: Пробивни машини за печатни платки, прецизни шлайфмашини и режещи машини.
- Тестово и измервателно оборудване, като например измервателни колони върху гранитни маси.
- Медицинско оборудване, като компютърен томограф.
- Автомобилостроене и други